# Герб Грандоли
Ге́рб Грандо́ли — офіційний символ містечка Грандола, Португалія. Використовується як територіальний герб. У срібному щиті чорний вепр, що крокує праворуч. Обабіч нього два зелені дуби із чорними стовбурами. У главі щита червоний Яківський хрест, по центру якого золотий пелікан, що годує червоною кров'ю своїх золотих пташенят у золотому гнізді. По обидва боки від хреста дві чорні вежі. Внизу щита — синя хвиляста смуга. Щит увінчує срібна мурована містечкова корона з чотирма вежами.  Під щитом біла стрічка, на якій великими літерами напис португальською: «vila de Grândola» (містечко Грандола).  Офіційно затверджений 18 серпня 1936 року.  

## Галерея

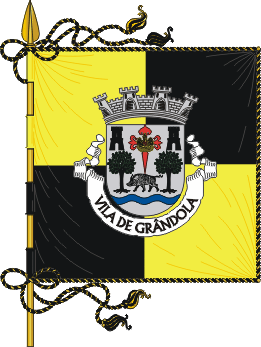
Прапор